# 世界屋脊
世界屋脊，又稱世界之巅（Top of the World）、高亚洲（High Asia），地理学名词，是對地球上海拔最高地區（即青藏高原及周邊高原地區）的一个比喻性別稱。具体范围在各种资料中或有不同，可以指包括帕米尔高原、青藏高原、喜马拉雅山脉、天山和阿爾泰山脈的整個亞洲中部高原及山脉，也可特指其中的帕米爾高原、青藏高原、藏北高原、喜馬拉雅山脈或珠穆朗瑪峰等。

## 使用

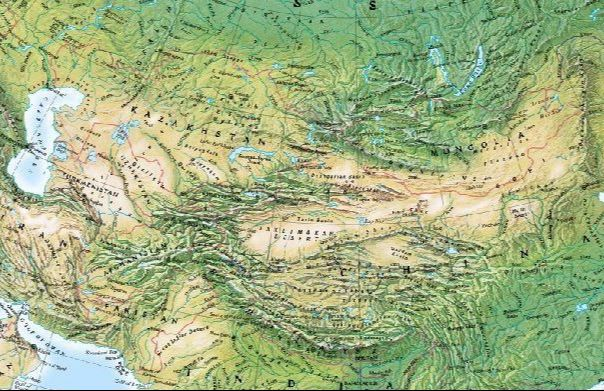
亚洲中部地形图

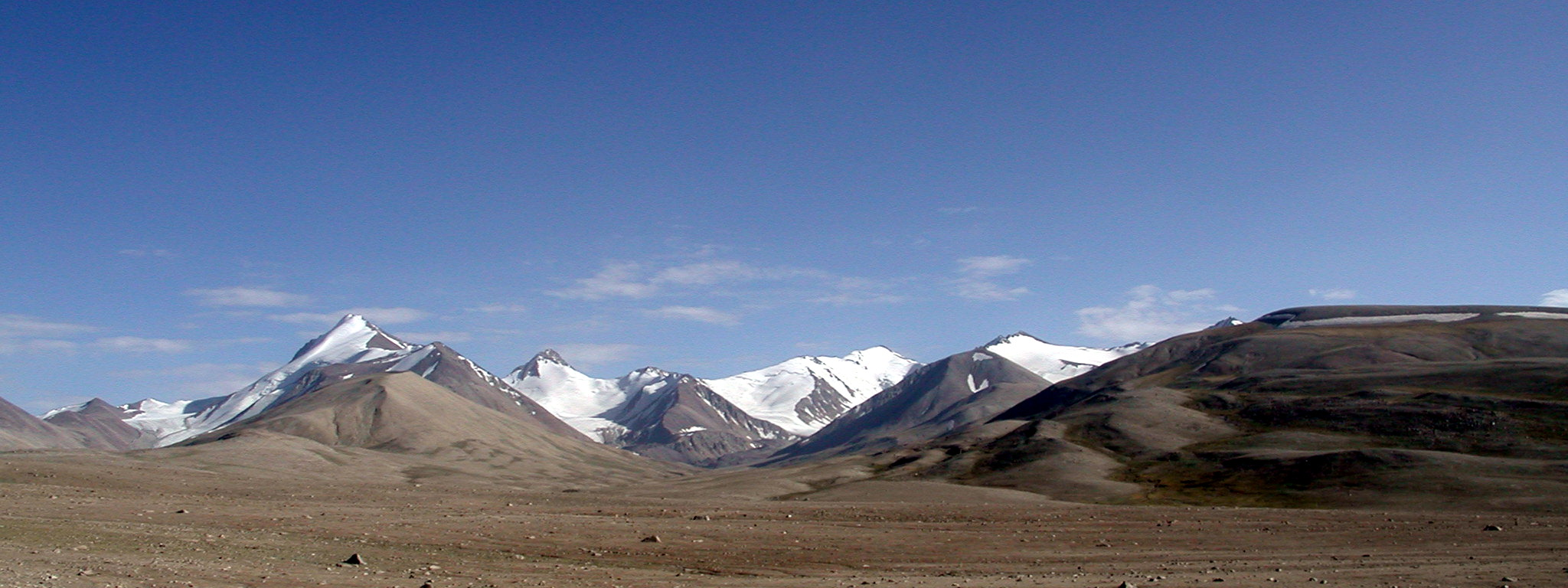
帕米爾高原

英国探险家约翰·伍德在1838年记载帕米尔高原被当地人称为“Bam-i-Duniah”，意为“世界屋脊”（Roof of the World），这一名称可能是出自当地塔吉克人的瓦罕语。在英国维多利亚时期，“世界屋脊”（Roof of the World）一直被用于描述帕米尔高原，例如1876年另一名英国旅行家托马斯·爱德华·戈登以其为自己著作《The Roof of the World》的名称，他在第九章中的描述显示该名指的是帕米尔高原:121。欧洲早期的一些百科全书也以“世界屋脊”（Roof of the World）描述帕米尔，如1911年第十一版《大英百科全书》有“PAMIRS, a mountainous region of central Asia...the Bam-i-dunya ('The Roof of the World')”，翻译为中文为“帕米尔，中亚山脉……Bam-i-Duniah（世界屋脊）”；1942年版《哥倫比亞百科全書》有“the Pamirs (Persian = roof of the world)”，译为中文“帕米尔（波斯语 = 世界屋脊）”；《布羅克豪斯百科全書》中也有“Dach der Welt, Bezeichnung für das Hochland von Pamir”，意为“世界屋脊，帕米尔高原的一个别称”等记述。随着欧洲人对西藏兴趣的增加，“世界屋脊”一词描述的范围开始扩展到西藏和青藏高原，法语中的“Toit du monde”（世界屋脊）一词甚至被用于指珠穆朗玛峰，但传统的指代帕米尔的用法仍很常见。
在中文中，“世界屋脊”一词一般特指青藏高原，如《中国之最大观》《黄河文化百科全书》《中外誉称大辞典》《誉称大辞典》《中国当代文学辞典》均以“世界屋脊”为青藏高原的誉称或别称。但也有其他用法，如《魅力新疆——世界屋脊帕米尔》《飘扬在世界屋脊》等文将世界屋脊作为帕米尔高原的别称；《中学教师实用地理辞典》认为“世界屋脊”指青藏高原和帕米尔高原，《在“世界屋脊”的军营里》一文中将帕米尔高原、喀喇昆仑山和藏北高原称为“世界屋脊”；《新语词大词典》则认为“世界屋脊”特指中华人民共和国西藏自治区；《寻找生物界的“世界屋脊”》《谁开辟了“世界屋脊”上的第一条航线》等文将珠穆朗玛峰称为“世界屋脊”。